# Farébersviller
Farébersviller é uma comuna francesa na região administrativa de Grande Leste, no departamento de Mosela. Estende-se por uma área de 6,88 km². Em 2010 a comuna tinha 5 567 habitantes (densidade: 809,2 hab./km²).